# The Warrior’s Way
The Warrior’s Way ist ein Fantasy-Actionfilm aus dem Jahr 2010, der mit Elementen des Western angereichert wurde. Er erschien in Deutschland am 11. August 2011 direkt auf DVD.

## Handlung
Nachdem der Schwertkämpfer Yang die Mitglieder eines seit 500 Jahren verfeindeten Clans tötet, verschont er die letzte Überlebende, nämlich die Tochter des feindlichen Fürsten. Doch sein Clan, der „Orden der traurigen Flöten“, verlangt nach dem Tod des Kindes, weshalb Yang mit ihm Ostasien verlässt und im amerikanischen Westen unterzukommen versucht. Er kommt in die Wüsten-Kommune Lode, wo er einen alten Bekannten vermutet, der aber tot ist; stattdessen trifft er auf einen gestrandeten Wanderzirkus, den Trunkenbold Ronald und die mit seinem Ex-Kumpel befreundet gewesene Lynne. Yang versucht, sich so gut wie möglich einzurichten, und obwohl er eigentlich nur Krieger kann, betätigt er sich in der Wäscherei. Lynne hilft ihm dabei und bekommt als Gegenleistung Nachhilfe im Messerwerfen – die resolute Schöne hat eine Rechnung mit dem Fiesling „Colonel“ offen, welcher mit seiner Bande ihre komplette Familie ausgelöscht hatte. Derweil hat sich jenseits des Pazifiks Yang's einstiger Lehrmeister „Saddest Flute“ (dt.: „Die traurigste Flöte“) aufgemacht, den Flüchtigen zu verfolgen.
Mit dem Frieden in Lode ist es vorbei, als der „Colonel“ mit seiner Horde wieder einmal auftaucht und der Anführer erneut Ausschau auf Weiblichkeiten mit gesunden Zähnen – ein besonderer Tick von ihm – hält, die er vergewaltigen will. Sein Antlitz ist von einer Maske verdeckt, denn beim Massaker an Lynne's Familie hatte diese ihm zum Selbstschutz eine Pfanne mit heißem Fett ins Gesicht geworfen. Um jetzt einigen Mädchen den brutalen Sex zu ersparen, bietet sich die eine Gelegenheit zur Ausführung ihrer Rache witternde Lynne freiwillig an. Der sich von dem Gedanken, sein Schwert nie wieder zu benutzen (er hatte es sogar mit der Scheide verschweißt), ablassende Yang greift indes ein und tötet viele der Bandenmitglieder, doch der „Colonel“ kann sich retten.
Jetzt sind die wenigen Einwohner und Zirkus-Angehörigen noch besorgter, weil eine Rückkehr des Unholds mit noch mehr Vasallen zu befürchten ist; der Liliputaner „Eight-Ball“ kommt auf die Idee, Ronald's in einem Grab gehortetes Arsenal an Waffen und Munition zu bergen. Ronald verrät dann Yang, dass auch er, ein vormaliger Outlaw, der Gewalt abgeschworen hatte, nachdem er eine Geliebte während einer Schießerei verlor. Seine Fähigkeiten allerdings sind noch intakt, und so kann mit vereinten Kräften die neuerliche „Colonel“-Attacke bis zu jenem Punkt abgewehrt werden, da „Saddest Flute“ und dessen Krieger wie aus dem Nichts erscheinen. Yang und Lynne konzentrieren sich zunächst auf die Rettung des Babys, was auch gelingt, obwohl der helfende „Eight-Ball“ bei dieser Aktion sein Leben verliert. Nach Eliminierung des „Colonel“ durch einen gezielten Schwertwurf Lynne's treffen Yang und sein Lehrmeister aufeinander; die Belehrungen des Letzteren, das Baby sei noch immer ein Feind, fruchten nicht, und so stirbt „Saddest Flute“ schließlich bei einem Klingenduell im Sonnenuntergang. Danach verlässt Yang den Ort, lässt das gerettete Baby bei Lynne. In einem Nachklapp wird noch gezeigt, wie sich der irgendwo in einer arktischen Gegend lebende Yang zum wiederholten Male einer Übermacht von Kriegern seines Ordens stellen muss...

## Hintergrund
Das Budget betrug 45.000.000 US-Dollar. In den USA spielte der Film in der ersten Woche 3.048.665 US-Dollar und insgesamt 11.087.569 US-Dollar ein.

## Kritik
Der Film erreicht bei Rotten Tomatoes Stand 2024 einen Anteil positiver Bewertungen von nur 33 %.

“Perfectly, thoroughly divisive, The Warrior's Way will either be delightful or unbearable, depending on your tolerance for surreal, shamelessly over the top collisions of eastern and western clichés.”

„The Warrior's Way " ist entweder entzückend oder unerträglich, je nachdem, ob man surreale, schamlos überzogene Kollisionen von östlichen und westlichen Klischees mag oder nicht.“